# Лумедзане
Лумедза́не (итал. Lumezzane) — коммуна в Италии, в провинции Брешиа области Ломбардия.
Население составляет 24 049 человек (2004), плотность населения составляет 752 чел./км². Занимает площадь 31 км². Почтовый индекс — 25065/25066/25067. Телефонный код — 030.
Покровителями коммуны почитаются святой Себастьян, празднование 20 января, святой Иоанн Предтеча, празднование 24 июня, и святой Аполлоний, празднование 4 июля.